# Fußball-Oberliga 1979/80
Die Saison 1979/80 der Oberliga war die sechste Saison der Oberliga als dritthöchste Spielklasse im Fußball in Deutschland nach der Einführung der zweigleisigen – später eingleisigen – 2. Fußball-Bundesliga zur Saison 1974/75.

## Oberligen
- Oberliga Baden-Württemberg 1979/80
- Bayernliga 1979/80
- Oberliga Berlin 1979/80
- Oberliga Hessen 1979/80
- Oberliga Nord 1979/80
- Oberliga Nordrhein 1979/80
- Oberliga Südwest 1979/80
- Oberliga Westfalen 1979/80

## Aufstieg zur 2. Bundesliga
Neben den sieben Direktaufsteigern bestritten der Vizemeister der Oberliga Nord, Göttingen 05, und der Meister der Oberliga Berlin, der BFC Preussen, zwei Entscheidungsspiele, um den achten Aufsteiger in die 2. Bundesliga zu ermitteln.
Die Göttinger gewannen das Hinspiel auf eigenem Platz knapp mit 1:0, sodass ihnen ein 1:1-Remis im Rückspiel in Berlin reichte, um aufzusteigen.
|              | Gesamt |              | Hinspiel | Rückspiel |
| ------------ | ------ | ------------ | -------- | --------- |
| Göttingen 05 | 2:1    | BFC Preussen | 1:0      | 1:1       |